# Хартиени градове
„Хартиени градове“ (на английски: Paper Towns) е американска комедийна драма от 2015 г. на режисьора Джак Шрейер, адаптация на едноименния роман от 2008 г. на Джон Грийн. Адаптираният сценарий е дело на Скот Нойстадтър и Майкъл Уебър, същият екип, отговорен за първата филмова адаптация на роман на Грийн – „Вината в нашите звезди“. Във филма участват Нат Уолф и Кара Делевин. Филмът излиза по кината в САЩ на 24 юли 2015 г. от „Туентиът Сенчъри Фокс“.